# Die englische Heirat
Die englische Heirat ist eine von Reinhold Schünzel 1934 inszenierte, turbulente Gesellschaftskomödie über die britische Upper Class mit Adolf Wohlbrück, Renate Müller und Adele Sandrock in den Hauptrollen. Der Film wurde am 31. Oktober 1934 im Berliner Gloria-Palast uraufgeführt. In Österreich lief er unter dem Titel Englische Hochzeit.

## Handlung
Der junge und ein wenig linkische Brite Douglas Mavis, der einer noblen, altehrwürdigen britischen Upper Class-Familie entstammt, hat sich in Berlin in die hübsche Fahrlehrerin Gerte Winter verliebt. Da er sehr schüchtern ist, hat er sich bisher nicht getraut, ihr seine Liebe zu gestehen. Dann bekommt er von einem Freund, dem Rechtsanwalt der Mavis-Familie, Warwick Brent, die Nachricht, dass er zu Hause erwartet wird und Berlin umgehend verlassen müsse. Seine Großmutter, die matronenhaft und allgewaltig dem Hause Mavis vorsteht und der niemand zu widersprechen wagt, feiere nämlich demnächst daheim ihren 75. Geburtstag.
Die alte Lady Mavis findet, dass es Zeit ist, dass endlich einmal Ordnung in Douglas‘ Leben kommt und will ihn daher mit Roberta Buckley, der Tochter einer befreundeten Familie, verloben. Douglas muss heimfahren, sonst sperrt ihm die Alte den Unterhalt, der ihm bisher im fernen Berlin ein sorgloses Leben ermöglicht hat. Seine Liebe heißt jedoch Gerte, und nur die will er heiraten. Douglas fürchtet sich ein wenig vor der eigenen Verwandtschaft, vor allem aber vor dem energischen Hausvorstand, der Großmutter, die es gewohnt ist, grundsätzlich und lautstark ihren Willen durchzusetzen. Um etwaigen Plänen, die die Großmutter mit ihm haben könnte, zuvorzukommen, heiratet er kurzentschlossen Gerte und will damit das Haus Mavis vor vollendete Tatsachen stellen, hat aber nicht den Mut, das der Familie beizubringen. Daheim auf dem Landsitz Mavis Hall wendet er sich in seiner Verzweiflung an seinen sehr viel jüngeren Bruder Tuck, der bei der Alten noch Welpenschutz genießt und generell eine ziemlich kesse Lippe riskiert. Er soll versuchen, der Großmutter so schonend wie möglich Douglas‘ Vermählung beizubringen.
Auf der Geburtstagsfeier tanzt Douglas gerade mit Roberta, als Tuck der Großmutter erklären will, dass Douglas bereits verheiratet sei. Doch die missversteht Tuck und entnimmt seinen Worten, dass sich Douglas soeben mit Roberta verlobt hätte. Lady Mavis unterbricht daraufhin das Tanzorchester und lässt es einen Tusch auf die Verlobung anstimmen, worauf Gratulanten auf Douglas einstürmen. Douglas und Tuck schauen sich nur fragend und verdutzt an. In der Zwischenzeit hat sich Gerte nach England begeben, da sie den lange erwarteten Brief Dougs, in dem steht, wann sie nun nachkommen soll, nicht erhalten hat. Sie will wissen, ob und was sich in Mavis Hall eventuell gegen sie zusammenbraut. Unterwegs trifft Gerte auf Warwick Brent. Beide sind sich bis dahin noch nie begegnet. Auch Warwick will nach Mavis Hall. Als Douglas sie sieht, leitet er sie augenblicklich um und bringt seine Ehefrau erst einmal in einem nahe gelegenen Gasthof unter. Dort erfährt Gerte, dass Doug bislang der Mut gefehlt hat, seine Familie über die Heirat in Berlin aufzuklären. Das macht nun Tuck und teilt der 75-jährigen Jubilarin mit, dass ihr ältester Enkel bereits unter der Haube ist. Die alte Dame ist außer sich vor Zorn und zitiert Anwalt Brent herbei. Er solle, so ihr Plan, die ungeliebte deutsche Noch-Gattin, die sie als Glücksritterin bzw. Erpresserin einschätzt, kurzerhand mit einem Scheck abfinden. Brent weigert sich, so etwas zu tun, ihm gefällt die neue Lady Mavis sehr.
Doug erweist sich immer mehr als Weichei und geht konsequent der Konfrontation mit der Familie im Allgemeinen und seiner Großmutter im Besonderen aus dem Weg. Stattdessen plant er, sich in London einen Job zu suchen. Gerte ist enttäuscht von Dougs mangelndem Rückgrat, sie will England sofort wieder verlassen. Warwick Brent versucht, sie von ihrer Entscheidung abzuhalten. Doch Gerte bleibt standhaft, steigt in ihr Auto und braust davon. Unterwegs begegnet sie einem Wagen, der eine Panne hat. Gerte fährt die Besitzerin des Autos, eine alte Dame, nach Hause. Dort stellt sie fest, dass sie ausgerechnet der energischen Lady Mavis geholfen hat. Diese erweist sich als überaus freundlich und lädt Gerte ein, ein wenig auf Mavis Hall zu verweilen. Gerte, die nun weiß, dass sie in die Höhle der Löwin geraten ist, findet diese Situation amüsant und stellt sich dem Rest der Familie unter fremdem Namen vor. Als Brent auftaucht, glaubt er seinen Augen nicht zu trauen. Sie lächelt Warwick mit hintersinniger Freundlichkeit an … und er verrät sie nicht.
Von den gleichfalls eingetroffenen Buckleys erfährt die perplexe Gerte, dass Douglas sich mit Roberta verlobt hat und Brent, als Rechtsanwalt der Familie, den Ehevertrag aufsetzen sollte. Gerte wittert nun auch Verrat durch Warwick Brent, doch der macht ihr klar, dass ein Missverständnis vorliegt. In London ist Douglas bei seinen Bemühungen, einen Job zu finden, nur ausgelacht worden. Um seine Wunden zu lecken, geht er eines Abends in ein Theater, wo die Sängerin Bella Amery auftritt, mit der er bekannt ist. Nach der Vorstellung fährt Douglas mit einigen Freunden zu ihr. Bella hat ihre eigenen Pläne mit dem aus einer wohlhabenden Familie stammenden Doug und würde ihn am liebsten aus sehr praktischen Erwägungen heiraten. Er erzählt Bella, was derzeit alles in seinem Leben schiefläuft, und sie tröstet ihn. Am Ende des beschwingten Abends glauben mittlerweile all die anwesenden Freunde, dass auch Douglas Bella heiraten wolle…
Die alte Lady Mavis hat derweil Gerte überredet, im Schloss zu übernachten. Als diese am nächsten Morgen endgültig abreisen will, kehrt Douglas auf den Landsitz zurück. Tuck hat ihn vorgewarnt, dass seine Ehefrau anwesend ist. Doug macht Gerte Vorwürfe, sie hätte nicht nach Mavis Hall kommen dürfen. Da fährt Bella vor, die schon einmal den Besitz ihres Zukünftigen, wie sie hofft, in Augenschein nehmen will. Von den anwesenden Buckleys erfährt sie, dass deren Roberta bereits mit Douglas verlobt sei. Da kommt Gerte hinzu und bringt das Fass zum Überlaufen, in dem sie sich als Douglas’ Ehefrau vorstellt.
Aber sie wolle, so verspricht sie allen, sich wieder von ihm scheiden lassen. Gerte sagt Lady Mavis jetzt unverblümt, wer sie wirklich ist: nämlich die „Mesalliance“, für die die 75-Jährige sie, die Gattin ihres wankelmütigen, schwachen Enkels Douglas, bisher gehalten hatte. Lady Mavis ist entgeistert und entzückt zugleich. Sie versucht noch Gerte zurückzuhalten, doch die verlässt das hochherrschaftliche Anwesen erhobenen Hauptes. Douglas bittet Brent inbrünstig, seine deutsche Ehefrau nicht fortzulassen. Diese ist auch auf Brent sauer, weil er ihr nicht die ganze Wahrheit über Doug und Roberta gesagt hatte. Gerte fährt fort … und hat prompt dieselbe Autopanne wie die alte Dame tags zuvor. Ganz „zufällig“ erscheint Brent, der die Finger bei der Panne im Spiel hatte, und versucht sich Gerte zu erklären. Schließlich fallen sich die beiden Neuverliebten in die Arme.

## Produktionsnotizen
Die Dreharbeiten begannen im August 1934. Gedreht wurde unter anderem am Berliner Flughafen Tempelhof und auf Helgoland.
Ludwig von Wohl verfasste das Drehbuch nach der eigenen Romanvorlage.
Otto Hunte entwarf die Filmbauten, Kurt Hoffmann assistierte Regisseur Schünzel.
Hilde Hildebrand singt in diesem Film als Bella Amery Franz Doelles Lied „Liebe ist ein Geheimnis“. Als dieses Lied im Radio erklingt, tanzen Adolf Wohlbrück und Renate Müller elegant dazu und erhalten dafür am Ende von den anwesenden Mitgliedern der Familie Mavis (Sandrock, Fritz Odemar und Hans Richter) Applaus.
Bemerkenswert ist die Ansammlung an (vom NS-Regime argwöhnisch beobachteten) Filmtalenten, die in diesem im Dritten Reich (1934) gedrehten Film noch einmal aufeinandertrafen. Hauptdarsteller Wohlbrück und Regisseur Schünzel besaßen jüdische Wurzeln und emigrierten einige Jahre darauf (1936 bzw. 1937). Aus denselben Gründen verließ der Autor von Wohl Deutschland bereits 1935. Hauptdarstellerin Müller war mit einem Juden liiert und wurde deswegen vom Regime massiv unter Druck gesetzt. Am erstaunlichsten ist jedoch die Tatsache, dass die von den beiden Juden Arnold Pressburger und Gregor Rabinowitsch geführte Produktionsfirma Cine-Allianz diesen Film 1934 überhaupt noch herstellen durfte. Dies lag in einer ausdrücklichen Genehmigung des ersten Präsidenten der Reichsfilmkammer, Fritz Scheuermann, begründet.
Die deutsche Nachkriegsaufführung von Die englische Heirat fand am 21. September 1963 im ZDF statt.

## Kritik
Die Filmkritik fand durchgehend lobende Worte für diesen Film, der noch alle Meriten einer beschwingten Komödie aus der Zeit der Weimarer Republik aufwies und jedwede dumpf-braunen Untertöne komplett vermissen ließ.
In Kay Wenigers „Es wird im Leben dir mehr genommen als gegeben“ ist zu lesen: Schünzels „flotte, wortwitzige Komödie […] mit einer hervorragend aufgelegten Adele Sandrock als matronenhafter, respekteinflößender Hausvorstandsdrachen (‚Percival … – in diesem Hause schreit nur einer – und das bin immer noch ich!!!‘) war eine köstliche Gesellschaftsfarce über die britische 'upper society'.“
Das große Personenlexikon des Films bezeichnete den Film als eine „kesse Komödie“
Das Lexikon des Internationalen Films lobte: „Reizvolle, gut gespielte (Adele Sandrock!) Gesellschaftskomödie mit parodistischen Untertönen.“